# Катастрофа Boeing 727 под Стоуни-Пойнтом
Катастрофа Boeing 727 под Стоуни-Пойнтом — авиационная катастрофа, произошедшая 1 декабря 1974 года. Авиалайнер Boeing 727-251 авиакомпании Northwest Orient Airlines выполнял плановый внутренний рейс NW6231 по маршруту Нью-Йорк—Буффало, но через 9 минут после взлёта перешёл в сваливание и рухнул на землю около Стоуни-Пойнта. Рейс был перегоночным, поэтому на его борту были только 3 члена экипажа, все они погибли.
Катастрофа рейса 6231 стала второй катастрофой Boeing 727 за день (первая произошла 8 часами ранее).

## Самолёт
Boeing 727-251 (регистрационный номер N274US, заводской 20296, серийный 777) был выпущен в 1969 году (первый полёт совершил 25 ноября; по другим данным — 2 декабря). 10 декабря того же года был передан авиакомпании Northwest Orient Airlines. Оснащён четырьмя турбореактивными двигателями Pratt & Whitney JT8D-7. На день катастрофы налетал 10 289 часов.

## Экипаж
Самолётом управлял экипаж из трёх человек:
- Командир воздушного судна (КВС) — 35-летний Джон Б. Лагорио (англ. John B. Lagorio). Опытный пилот, проработал в авиакомпании Northwest Orient Airlines 7 лет и 10 месяцев (с 17 января 1966 года). Имел квалификацию бортинженера. В должности командира Boeing 727 — с 5 августа 1969 года (до этого управлял им в качестве второго пилота). Налетал 7434 часа, 1973 из них на Boeing 727.
- Второй пилот — 32-летний Уолтер А. Задра (англ. Walter A. Zadra). Опытный пилот, проработал в авиакомпании Northwest Orient Airlines 5 лет и 10 месяцев (с 8 января 1968 года). Управлял самолётом Boeing 707. Также (как и КВС) имел квалификацию бортинженера. Налетал 4702 часа, 1244 из них на Boeing 727.
- Бортинженер — 33-летний Джеймс Ф. Кокс (англ. James F. Cox). Проработал в авиакомпании Northwest Orient Airlines 4 года и 9 месяцев (со 2 февраля 1969 года). Налетал 1938 часов, 1611 из них на Boeing 727.

## Хронология событий
Boeing 727-251 борт N274US был зафрахтован футбольной командой «Балтимор Кольтс» и совершал перелёт из Нью-Йорка в Буффало, чтобы забрать оттуда её игроков, которые летели на очередной матч чемпионата-1974.
Рейс NW6231 вылетел из Нью-Йорка в 19:14 EST, на его борту находились только 3 пилота. Вылет прошёл без происшествий и экипаж начал набор высоты до эшелона FL140 (4250 метров). В 19:21:07 лайнер начал набор высоты до эшелона FL310 (9450 метров). В 19:24:42 пилоты передали сигнал «Mayday» и сообщили УВД Нью-Йорка о том, что они снижаются и сейчас проходят эшелон FL200 (6100 метров). После того как авиадиспетчер переспросил, в чём проблема, пилоты сообщили: Мы снижаемся до 12 000 футов, мы в сваливании (англ. We're descending through 12,000 feet, we're in a stall); это было последнее радиосообщение с борта рейса NW6231.
В 19:25:57 EST рейс NW6231 рухнул в лес на территории Национального парка Харриман около Стоуни-Пойнта (штат Нью-Йорк) и полностью разрушился; за несколько секунд до падения (на высоте 1100 метров) у лайнера из-за перегрузок оторвалась большая часть горизонтального хвостового стабилизатора. Погибли все 3 пилота на борту лайнера, погибших и раненых на земле не было.

## Расследование
Расследование причин катастрофы рейса NW6231 проводил Национальный совет по безопасности на транспорте (NTSB).
Окончательный отчёт расследования был опубликован 13 августа 1975 года. Причиной катастрофы в нём было указано:

Национальный совет по безопасности на транспорте определил, что вероятной причиной катастрофы стала потеря управления в полёте, поскольку экипаж не смог распознать слишком большой угол атаки и слишком маленькую воздушную скорость и вывести самолёт из режима сваливания. Сваливание было вызвано неправильной реакцией экипажа на неверные показания воздушной скорости вследствие обледенения трубок Пито. Несмотря на инструкции, экипаж также не активировал нагреватели на трубках Пито.
Оригинальный текст (англ.)The National Transportation Safety Board determines, that the probable cause of this accident was the loss of control of the aircraft because the flight crew failed to recognize and correct the aircraft's high-angle-of-attack, low-speed stall and its descending spiral. The stall was precipitated by the flight crew's improper reaction to erroneous airspeed and Mach indications, which had resulted from a blockage of the pitot heads by atmospheric icing. Contrary to standard operational procedures, the flight crew had not activated the pitot head heaters.